# Thomas Gibson-Carmichael
Thomas Gibson-Carmichael (ur. 18 marca 1859 w Edynburgu, zm. 16 stycznia 1926 w Londynie) – brytyjski arystokrata, polityk i administrator kolonialny. W latach 1895–1900 członek Izby Gmin, w latach 1908-1911 gubernator Wiktorii, następnie gubernator Madrasu (1911-1912) i Bengalu (1912-1917). Od 1912 par dziedziczny jako 1. baron Carmichael (lord Carmichael).

## Życiorys

### Młodość i kariera polityczna
Pochodził z wpływowej szkockiej rodziny, jego ojciec był duchownym prezbiteriańskim, posiadającym dziedziczny tytuł baroneta, który Thomas odziedziczył w 1891 roku, co dało mu prawo dopisywania przed nazwiskiem tytułu Sir. Pod wpływem ojca ukończył studia historyczne w St John’s College na Uniwersytecie Cambridge, choć bardziej fascynowały go nauki przyrodnicze. Jako młody polityk był sekretarzem osobistym dwóch ministrów ds. Szkocji: George'a Trevelyana i lorda Dalhousie. W 1892 po raz pierwszy kandydował do Izby Gmin, ale bez powodzenia. W 1895 został wybrany w okręgu wyborczym Midlothian, którego poprzednim reprezentantem był były premier William Ewart Gladstone, i został posłem z ramienia Partii Liberalnej. Zasiadał w parlamencie przez pięć lat. Równocześnie w latach 1894-1897 przewodniczył Szkockiej Radzie ds. Obłąkanych. Od 1904 do 1908 był członkiem rady powierniczej National Gallery w Londynie.

### Gubernator Wiktorii
W 1908 został mianowany gubernatorem Wiktorii. Było to stanowisko w dużej mierze ceremonialne, ponieważ od 1901 Wiktoria nie była już kolonią brytyjską, lecz jednym ze stanów Związku Australijskiego. Dał się poznać jako człowiek o bystrej inteligencji i błyskotliwym humorze, często autoironicznym, jednak nie najlepiej wypadający jako publiczny mówca. W Wiktorii najchętniej angażował się w działania związane z życiem wsi i rolników, w środowiskach miejskiej elity cieszył się natomiast opinią wytrawnego kolekcjonera sztuki.

### Indie
W 1911 został przeniesiony do Indii, gdzie został administratorem kolonialnym mającym realny wpływ na zarządzanie podległym mu obszarem. Początkowo obszarem tym był Madras i otaczające go tereny, zaś w latach 1912-1917 Bengal.

### Izba Lordów
W 1912 został kreowany parem dziedzicznym jako 1. baron Carmichael of Skirling, co automatycznie dało mu miejsce w Izbie Lordów, które objął po powrocie do kraju w 1917 roku. Od 1923 aż do śmierci powtórnie zasiadał w radzie powierniczej National Gallery. Zmarł bezpotomnie w styczniu 1926, przeżywszy 66 lat. Tym samym jego tytuł parowski wygasł.

## Odznaczenia
W 1908 otrzymał Order św. Michała i św. Jerzego klasy Rycerz Komandor. W 1911 został Rycerzem Wielkim Komandorem Orderu Cesarstwa Indyjskiego, a w 1917 Rycerzem Wielkim Komandorem Orderu Gwiazdy Indii.